# Mictochroa selinitis
Mictochroa selinitis là một loài bướm đêm trong họ Noctuidae.